# Gia Lương (huyện)
Gia Lương là một huyện cũ thuộc tỉnh Hà Bắc, sau thuộc tỉnh Bắc Ninh. Tồn tại trong khoảng thời gian từ tháng 8/1950 đến 9/8/1999.

## Địa lý
Huyện Gia Lương có địa giới hành chính:
- Phía đông giáp các huyện Nam Thanh và Chí Linh thuộc tỉnh Hải Hưng
- Phía tây giáp huyện Thuận Thành
- Phía nam giáp huyện Cẩm Bình, tỉnh Hải Hưng
- Phía bắc giáp huyện Quế Võ

## Lịch sử

### Trước năm 1950
Theo "Đường thư", thời thuộc Đường (TK VIII) vùng này thuộc địa phận của ba huyện An Bình, Nam Định và Thương Tài.
Năm 1282, nhà Trần tổ chức hội nghị Bình Than ở tổng Vạn Ti nay thuộc xã Cao Đức, vùng đất ngày nay là Gia Bình, tỉnh Bắc Ninh, nhất trí chống quân Nguyên Mông. Trần Quốc Tuấn được phong làm Quốc công tiết chế tổng chỉ huy quân đội.
Đời vua Trần Nhân Tông, Đệ Ngũ Cung phi Đặng Thị Loan từ bỏ hoàng cung trở về giúp quê hương, dạy dân làm ăn, lập chợ (chợ Ngụ ngày nay).
Theo các sách "Dư địa chí" của Nguyễn Trãi, "Đại Nam nhất thống chí" của Quốc sử quán triều Nguyễn, "Các tổng trấn xã danh bị lãm", "Địa lý hành chính tỉnh Bắc Ninh" của Nguyễn Văn Huyên, thời nhà Trần (1225 - 1400), sáp nhập hai huyện (An Bình và Nam Định) thành một huyện lấy tên là An Định. Thời thuộc Minh (1414-1427), vùng này thuộc hai huyện An Định và Thương Tài, thuộc châu Gia Lâm, phủ Bắc Giang.
Ngày 5 tháng 8 năm 1472, Lê Thái Tông mất tại Lệ Chi Viên (nay thuộc xã Đại Lai), thọ 20 tuổi. Nguyễn Trãi và vợ là Nguyễn Thị Lộ bị kết tội giết vua. Ba họ nhà Nguyễn Trãi bị tru di. (Xem Vụ án Lệ Chi Viên).
Đến thời Hậu Lê, đổi tên Thương Tài thành Thiện Tài, rồi lại đổi là Lương Tài (Lang Tài) và trực thuộc phủ Thuận An, Đầu thời Lê Quang Thuận (1460 - 1469) huyện An Định được đổi tên là huyện Gia Định và trực thuộc phủ Thuận An.
Đời Gia Long, vùng thuộc phủ Thuận An, trấn Kinh Bắc. Năm 1822, Minh Mạng đổi trấn Kinh Bắc thành trấn Bắc Ninh, năm 1831 thì đổi thành tỉnh Bắc Ninh.
Theo sách "Dư địa chí" của Nguyễn Trãi thì đầu thế kỷ XV, có 160 xã và 1 sở (Gia Bình đầu thời Lê có 86 xã và 1 sở;Lương Tài có 74 xã). Theo sách "Các tổng trấn xã danh bị lãm" soạn vào đầu thời Gia Long (thế kỷ XIX), có 17 tổng:
1. Tổng Tam Á có 6 xã: Tam Á, Bảo Khám, Phú Ninh, Trạm Lộ, Dư Xá, Yên Định.
2. Tổng Bình Ngô có 9 xã: Bình Ngô, Đông Côi, Nghi Khúc, Yên Ngô, Thường Vũ, Đoan Bái, Trương Xá, Đại Bái, Ngọc Xuyên.
3. Tổng Đông Cứu có 6 xã: Đông Cứu, Cứu Sơn, Lãng Ngâm, Ngâm Điền, Quảng Ái, thôn Nội Phú thuộc xã Đông Cứu.
4. Tổng Tiêu Xá có 7 xã, phường: Tiêu Xá, Dù Chàng, Cổ Thiết, Hữu Ái, Từ Ái, Lập Ái, phường Thủy Cơ sông Thiên Đức.
5. Tổng Xuân Lai có 8 xã, phường: Xuân Lai, Yên Thành, An Khoái, An Mỗ, Phúc Lai, thôn Đông Cao thuộc xã Phúc Lai, Định Lăng.
6. Tổng Quỳnh Bội có 7 xã: Quỳnh Bội, Phú Từ, Đổng Lâm, Đỗ Xá, Lương Pháp, Thủ Pháp (năm 1807 phiêu tán, năm 1808 phục hồi).
7. Tổng Đại Lai có 13 xã, phường: Đại Lai, Nhân Hữu, Ngô Cương, Hương Triện, Địch Trung, Cẩm Xá, Ngọc Triện, phường Bái Giang xã Gia Phú, Bồng Trì, Phương Độ, Phùng Xá, Huề Đông, Bảo Triện.
8. Tổng Vạn Tư có 11 xã, sở: Vạn Tư, Vạn Tải, Phồn Dương, Tiểu Than, Đại Than, Văn Than, Kinh Bồ, Phù Than, Cao Trụ Vạn Thọ, sở Phồn Dương.
9. Tổng Lương Tài có 9 xã, thôn: Lương Tài, Mậu Lương, Tuấn Lương, thôn Nhuận Trạch thuộc xã Đông Trạch, thôn Khuyến Thiện thuộc xã Đông Trạch (thôn này phiêu tán năm 1807, năm 1808 phục hồi), Xuân Đào, Đồng Xuyên, Mậu Duyệt, Cận Duyệt (xã Mậu Duyệt và xã Cận Duyệt phiêu tán năm 1807, năm 1808 phục hồi).
10. Tổng Ngọc Trì có 5 xã: Ngọc Trì, Quảng Cầu, Ngô Phần, Tỉnh Ngô, Cổ Lãm.
11. Tổng Quảng Bố có 6 xã:, Quảng Bố, Quảng Nạp, Hạo Bá, Thanh Da, Bình Mai, Phú Thọ.
12. Tổng Lâm Thao có 5 xã: Lâm Thao, Thái Trì, Bảo Khám, Bảo Thao, Xuân Quan (năm 1807 phiêu tán, năm 1808 phục hồi).
13. Tổng Lương Xá có 8 xã: Lương Xá, Ông Lâu, Lãng Dương, Bích Khê, Thọ Ninh, Lai Xá Tê, Lai Xá Đông, Tuần La.
14. Tổng An Tráng có 7 xã: An Tráng (năm 1807 phiêu tán, năm 1808 phục hồi), Uyên Lãng, Đức Trai, Hoa Cầu, Phú Tráng, Kham Du, Xuân Áng.
15. Tổng Tỳ Bà có 9 xã: Tỳ Bà, Hương Chi, Cứu Dương, An Xá, Phú Văn, Nội Duệ, Phồn Khê, Văn Xá, Phương Xá, Mạc Xuyên (xã Mạc Xuyên năm 1807 phiêu tán, năm 1808 phục hồi).
16. Tổng Đặng Xá có 11 xã thôn: Đặng Xá, thôn Ngô An Cường thuộc xã Đương Triều, thôn Ngọc Thượng thuộc xã Nhị Trai, thôn Cự thuộc xã Nhị Trai, Thận Trai, Nhất Trai, Vĩnh Trai, Hương Trai, Đỉnh Dương (thôn Cự và các xã: Thận Trai, Nhất Trai, Vĩnh Trai, Hương Trai, Đỉnh Dương, Trình Phú năm 1807 phiêu tán, năm 1808 phục hồi).
17. Tổng Phá Lãng có 12 xã thôn: Phá Lãng, Trung Trinh, Đào Xá, Đào Xuyên, Lãng Khê, Trình Khê, Khải Mông, Đạo Sử, thôn Phượng Trì thuộc xã Dị Sử, thôn Tam Sơn thuộc xã Dị Sử, Kim Đào, Nhuế Đông, thôn Đông Hoa thuộc xã Dị Sử (năm 1807 các xã Nhuế Đông, Kim Đào và thôn Đông Hoa thuộc xã Dị Sử phiêu tán, năm 1808 phục hồi).
Sau Cách mạng tháng 8 năm 1945, đơn vị hành chính cấp tổng bị bãi bỏ, đơn vị xã cũ được giữ nguyên.
Năm 1948, một số xã nhỏ (tương đương với đơn vị làng) được sáp nhập lại thành xã lớn và lấy tên mới: Vạn Ty hợp nhất với Vạn Tải lấy tên là xã Vạn Liên, Bảo Triện hợp nhất với Phương Triện lấy tên là xã Thái Lai. Một số xã lấy tên tổng cũ đặt tên cho xã, một số đặt tên mới: xã Xuân Hiệp, Thịnh Đức, Hương Khê, Phú Lâm, Quỳnh Lâm, An Bình, Bình Dương, Cao Đức, Đại Thành, Đông Cứu, Lãng Ngâm, Vạn Ninh, Lâm Thao, Phá Lãng (gồm 4 làng của tổng Phá Lãng); những xã đặt tên mới là: Bình Định (gồm các làng của tổng Ngọc Trì cũ), Quảng Phú (các làng của tổng Quảng Bố), Phú Lương (gồm các làng của tổng Lương Xá), Trung Kênh (gồm các làng của tổng Hoàng Kênh), An Thịnh  (các làng thuộc tổng An Trụ),  Phú Hòa (gồm các làng thuộc tổng Tỳ Bà), Mỹ Hương (gồm 3 làng của tổng Lại Thượng), Tân Lãng (gồm 4 làng của tổng Phá Lãng), Trừng Xá, Lai Hạ (gồm một số làng của tổng Lại Thượng), Trung Chính (gồm 3 làng của tổng Phá Lãng), Minh Tân (gồm 6 làng của tổng Đặng Xá),...
Theo Quyết định số 422 pc/2 ngày 9 tháng 7 năm 1949 của Ủy ban Kháng chiến Hành chính Liên khu I, một số xã được hợp nhất lại và lấy tên mới:
- Xã Xuân Hiệp hợp nhất với xã Thịnh Đức thành xã Thịnh Đức.
- Xã Nhân Hữu hợp nhất với xã Hương Khê thành xã Nhân Thắng.
- Xã Phú Lâm hợp nhất với xã Quỳnh Lâm thành xã Quỳnh Phú.
- Xã Tiêu Xá đổi tên thành xã Hiệp Xá.
- Xã Vạn Liên hợp nhất với xã Thái Lai thành Thái Bảo.
- Xã Trừng Xá đổi tên thành Thắng Lợi.

### Từ năm 1950 đến năm 1999
Tháng 8 năm 1950, huyện Gia Bình hợp nhất với huyện Lương Tài thành một huyện, lấy tên là huyện Gia Lương. Lúc này huyện Gia Lương có 28 xã, huyện lỵ đóng tại xã Phá Lãng.
Khi mới hợp nhất, huyện Gia Lương có 28 xã: An Bình, An Thịnh, Bình Định, Bình Dương, Cao Đức, Đại Bái, Đại Lai, Đông Cứu, Giang Sơn, Lai Hạ, Lâm Thao, Lãng Ngâm, Minh Tân, Mỹ Hương, Nhân Thắng, Phá Lãng, Phú Hòa, Phú Lương, Quảng Phú, Quỳnh Phú, Song Giang, Tân Lãng, Thái Bảo, Trung Chính, Trung Kênh, Trừng Xá, Vạn Ninh, Xuân Lai.
Ngày 1 tháng 8 năm 1980, chuyển xã An Bình về huyện Thuận Thành quản lý (nay là phường An Bình, thị xã Thuận Thành).
Ngày 6 tháng 11 năm 1996, huyện Gia Lương thuộc tỉnh Bắc Ninh vừa được tái lập.
Ngày 19 tháng 6 năm 1998, giải thể xã Phá Lãng để thành lập thị trấn Thứa, thị trấn huyện lỵ huyện Gia Lương.
Đến đầu năm 1999, đơn vị hành chính của huyện Gia Lương gồm thị trấn Thứa và 26 xã: An Thịnh, Bình Định, Bình Dương, Cao Đức, Đại Bái, Đại Lai, Đông Cứu, Giang Sơn, Lai Hạ, Lâm Thao, Lãng Ngâm, Minh Tân, Mỹ Hương, Nhân Thắng, Phú Hòa, Phú Lương, Quảng Phú, Quỳnh Phú, Song Giang, Tân Lãng, Thái Bảo, Trung Chính, Trung Kênh, Trừng Xá, Vạn Ninh, Xuân Lai.
Ngày 9 tháng 8 năm 1999, Chính phủ ban hành Nghị định số 68/1999/NĐ-CP, chia huyện Gia Lương thành hai huyện: Gia Bình và Lương Tài.
- Huyện Gia Bình có 13 xã: Bình Dương, Đại Bái, Đại Lai, Cao Đức, Đông Cứu, Giang Sơn, Lãng Ngâm, Nhân Thắng, Quỳnh Phú, Song Giang, Thái Bảo, Vạn Ninh, Xuân Lai.
- Huyện Lương Tài có thị trấn Thứa và 13 xã: An Thịnh, Bình Định, Lai Hạ, Lâm Thao, Minh Tân, Mỹ Hương, Phú Hòa, Phú Lương, Quảng Phú, Tân Lãng, Trung Chính, Trung Kênh, Trừng Xá.

## Danh nhân
Gia Lương là quê hương của nhiều danh nhân của đất nước: Lê Văn Thịnh, Hàn Thuyên, Vũ Kính, Vũ Giới, Vũ Miên, Vũ Trinh,...